# リッチモンド杯
リッチモンド杯（英語: Richmond Trophy）は、イギリス、ロンドンで行われていたフィギュアスケートの国際競技会。

## 概要
1949年から1980年まで毎年、女子シングルのみに限って開催され、ロンドン郊外のリッチモンドアイスリンクで行われた。戦後、招待選手のみで開催された国際大会で、国際スケート連盟の主催する大会とは違っていた。スポンサーはイギリスのナショナルスケート協会で、アーノルド・ゲルシュヴィラーが大きく関与していた。ゲルシュヴィラーはフィギュアスケートのコーチで、リッチモンドアイスリンクから沢山の優勝者を輩出していた。
最後の開催となった1980年11月の大会は僅か11人に参加者が減ってしまった。その理由はスケートカナダのように増えていく国際大会と開催予定がぶつかってしまうことによる。さらにイギリスのナショナルスケート協会が1978年から9月下旬から10月初旬にロータリーウォッチ国際大会（のちにセントアイベル国際大会に改名）を開催してしまった。
ロータリーウォッチ国際大会は男女シングル、ペア、アイスダンスの4部門を全て開催し1980年には主要な国際大会のうちのひとつになっていった。ゆえに、リッチモンド杯は1980年で終了した。

## 歴代メダリスト

### 女子シングル
| 年     | 金                       | 銀                           | 銅                           |
| 1952年 | イボンヌ・サグデン       | アリダ・ストッペルマン       | Doreen Spowart               |
| 1953年 | イボンヌ・サグデン       | Anne Robinson                | アリダ・ストッペルマン       |
| 1954年 | パトリシア・ポウリー     | ショーケ・ディクストラ       | Clema Cowley                 |
| 1955年 | イボンヌ・サグデン       | ヨアン・ハーンアッペル       | ショーケ・ディクストラ       |
| 1956年 | ショーケ・ディクストラ   | ヨアン・ハーンアッペル       | Karin Borner                 |
| 1957年 | ショーケ・ディクストラ   | パトリシア・ポウリー         | ダイアン・クリフトン＝ピーチ |
| 1958年 | ショーケ・ディクストラ   | キャロリン・クラウ           | ダイアン・クリフトン＝ピーチ |
| 1959年 | ヨアン・ハーンアッペル   | キャロリン・クラウ           | ニコル・アスレ               |
| 1960年 | ニコル・アスレ           | キャロリン・クラウ           | Barbara Conniff              |
| 1961年 | ニコル・アスレ           | Barbara Conniff              | Heather Moir                 |
| 1962年 | ニコル・アスレ           | Carol Noir                   | Anne Lenton                  |
| 1963年 |                          |                              |                              |
| 1964年 |                          |                              |                              |
| 1965年 | ウシュイ・ケスラー       | アルマーシ・ジュジャ         | Beate Richter                |
| 1966年 | アルマーシ・ジュジャ     |                              |                              |
| 1967年 | アルマーシ・ジュジャ     | ベアトリクス・シューバ       |                              |
| 1968年 | エリザベート・ネストラー | パトリシア・ドッド           | Eleonora Baricka             |
| 1969年 | エリザベート・ネストラー | パトリシア・ドッド           | リタ・トラパネーゼ           |
| 1970年 | リタ・トラパネーゼ       | パトリシア・ドッド           | Dawn Glab                    |
| 1971年 | クリスティーネ・エラート | キャシー・リー・アーウィン   | 山下一美                     |
| 1972年 | ドロシー・ハミル         | カリン・アイテン             | ジーン・スコット             |
| 1973年 | ディアンネ・デ・レーブ   | Maria McLean                 | カリン・アイテン             |
| 1974年 | マリオン・ウェーバー     | イザベル・ド・ナヴァール     | キャス・マルンベルグ         |
| 1975年 | リン・ナイチンゲール     | バーバラ・スミス             | リンダ・フラチアニ           |
| 1976年 | バーバラ・スミス         | スザンナ・ドリアーノ         | ヘザー・ケムカラン           |
| 1977年 | プリシラ・ヒル           | クリスティーナ・ウェゲリウス | デニス・ビールマン           |
| 1978年 | スザンナ・ドリアーノ     | Carrie Rugh                  | カレナ・リチャードソン       |
| 1979年 | Alicia Risberg           | カローラ・ヴァイセンベルク   | Simone Grigorescu            |
| 1980年 | カレン・ウッド           | ヤニナ・ヴィルト             | カローラ・パウル             |